# 삼성 기어 핏
삼성 기어 핏(영어: Samsung Gear Fit)은 삼성전자에서 제조/판매하는 스마트 밴드형 스마트 워치로, 브레슬릿 타입의 웨어러블 기기이다.
2014년 2월 24일 모바일 월드 콩그레스(MWC) 2014에서 공개되어, 2014년 3월 27일에 출시했다. MWC 2014 최고 모바일 제품 상 을 수상했다. 2016년 6월에 후속작인 삼성 기어 핏2가 출시 됐다.

## 연혁
- 2014년 2월 24일 : MWC 2014에서 공개(MWC 2014 최고 모바일 제품 상 을 수상)[1]
- 2014년 3월 27일 : 제품 출시[2]

## 밴드 색상
- 차콜 블랙
- 모카 그레이
- 와일드 오렌지

## 외형 및 방수/방진
곡률반경 값이 57R인 곡면으로 되어있으며, 밴드는 탈착하여 교체 할 수 있도록 고안되었다.
방수/방진의 수준은 IP67 등급이다.

## 특징
- Open, Flexible, Cooperative
- 세계 최초 1.84인치 커브드 Super AMOLED를 탑재[1]
- 피트니스 기능 제공(달리기, 하이킹, 걸음수, 심박수, 사이클링, 운동 거리, 칼로리 소모량 등)[1]
- 시계 화면상에 메일 및 문자, 일정, 알람, 전화 수신 여부 등 주요 앱 정보 표시[1]
- 기어 핏 매니저: 기어 핏 전용 설정 앱. 시계의 디자인과 배경을 선택할 수 있고 알림 및 기타 설정이 가능[1]
- 기어 핏에서는 스마트폰에서 재생되는 미디어 파일 제어가 가능[1].
- 심박 센서 내장[1]
- 스마트폰 위치 확인 서비스: 기어 핏을 이용하면 스마트폰의 위치를 벨소리와 진동으로 알려주며, 반대로 스마트폰으로 삼성 기어 핏을 찾을 수 있다[1].

## 같이 보기
- 삼성 기어 2
- 삼성 갤럭시 S5
- 삼성 기어 라이브
- 갤럭시 핏